# Thomas Vermaelen
Thomas Vermaelen, född 14 november 1985, är en belgisk före detta fotbollsspelare och numera assisterande förbundskapten för Belgiens landslag.
Vermaelen flyttade till Arsenal i juni 2009 från Ajax. Han flyttade från Arsenal till Barcelona den 8 augusti 2014 då han utförde medicinska tester och den 9 augusti skrev han på kontraktet och presenterades på Camp Nou.

## Klubbkarriär

### Tidig karriär
Han började sin karriär i sitt hemland i klubben Germinal Ekeren, vilken senare bytte namn till Germinal Beerschot. 

### Ajax
År 2000 gick han till den nederländska klubben Ajax. Han gjorde sin debut för Ajax den 15 februari 2004 i en 2-0-vinst på bortaplan mot Volendam. Det blev den enda match han spelade den säsongen. Säsongen 2004/2005 lånades ut till RKC Waalwijk och gjorde där två mål på 13 matcher.
Vermaelens stora genombrott kom när han återvände till Ajax och vann KNVB-cupen. Denna bedrift ledde till att han blev uttagen till Belgiens landslag. Följande säsong vann Ajax den holländska supercupen, Johan Cruijff Schaal, samt KNVB-cupen. År 2007 vann klubben supercupen för den andra gången i följd. Vermaelen var lagkapten i Ajax säsongen 2008/2009.

### Arsenal
Vermaelen flyttade till det engelska fotbollslaget Arsenal den 19 juni 2009. Övergångssumman var 10 miljoner euro (8,45 miljoner pund) och som stiger till 12 miljoner euro (10,1 miljoner pund). Han gjorde mål direkt i sin ligadebut mot Everton. Där gjorde han 2-0 i en match som till slut slutade 6-1 till Arsenal FC. I sin första match i Europa med Arsenal vann de med 2-0 mot Celtic FC. I likhet med fd.mittbackskollegan William Gallas har han blivit vanligt förekommande i målprotokollet för att vara mittback. Vermaelen har snabbt blivit populär i Arsenal och benämns ofta som "Verminator" (en kombination av Vermaelen och Terminator) av Arsenalfans på grund av sin tuffa inställning och råbarkade spelstil. Till säsongen 2012/2013 blev Vermaelen utnämnd till lagkapten efter att Robin Van Persie lämnat för Manchester United.

## Meriter
Ajax
- KNVB-cupen (2): 2005/2006, 2006/2007
- Johan Cruijff Schaal (2): 2006, 2007

Arsenal
- FA-Cupen (1): 2013/2014

### FC Barcelona
- La Liga: 2014/2015, 2015/2016, 2017/2018, 2018/2019
- UEFA Champions League: 2014/2015
- Spanska cupen: 2014/2015, 2015/2016, 2017/2018
- UEFA Super Cup: 2015
- VM för klubblag: 2015